# Dušan Makavejev
Dušan Makavejev (en alfabet ciríl·lic serbi: Душан Макавејев, dǔʃan makaʋɛ̌jɛʋ) (Belgrad, Regne de Iugoslàvia —ara Sèrbia— 13 d'octubre de 1932-Ibidem, 25 de gener de 2019) va ser un director de cinema i guionista serbi, famós per les seves innovadores pel·lícules del cinema iugoslau a la fi dels anys 60 i principis de la dècada de 1970, molts dels quals pertanyen a l'Ona Negra. La pel·lícula més reeixida a nivell internacional de Makavejev va ser la sàtira política de 1971, W.R. – Misterije organizma, que va dirigir i va escriure.

## Carrera
Els tres primers llargmetratges de Makavejev, Čovek nije tica (L'home no és un ocell, 1965, protagonitzada per la icona del període d'"ona negra" al cinema, Milena Dravić), Ljubavni slučaj ili tragedija službenice P.T.T. (L'amor o la tragèdia d'un operador telefònic, 1967, protagonitzada per l'actriu i icona del període de "ona negra" Eva Ras) i Nevinost bez zaštite (Innocència desprotegida, 1968), tots li van guanyar reconeixement internacional. Aquest últim va guanyar el Premi Extraordinari del Jurat de l'Os de Plata al 18è Festival Internacional de Cinema de Berlín. El 1970 va ser membre del jurat al 20è Festival Internacional de Cinema de Berlín. El 1991 va ser membre del jurat al 17è Festival Internacional de Cinema de Moscou.
La seva pel·lícula de 1971, W.R. – Misterije organizma (protagonitzada per Milena Dravić, Jagoda Kaloper i Ivica Vidović) va ser prohibida a Iugoslàvia a causa del seu contingut sexual i polític. L'escàndol polític que envolta a la pel·lícula de Makavejev va ser un símptoma d'un clima polític cada vegada més opressiu a Iugoslàvia, que va acabar de manera efectiva amb la carrera domèstica del director i va provocar que deixés Iugoslàvia per a viure i treballar a l'estranger, a Europa i Amèrica del Nord. La següent pel·lícula de Makavejev, Sweet Movie (1974), va ser el primer treball que el director va produir íntegrament fora de Iugoslàvia (la pel·lícula es va realitzar al Canadà). La descripció explícita del sexe de Sweet Movie juntament amb el seu tractament audaç de les dimensions més tabú de la sexualitat van reduir la grandària de l'audiència de la pel·lícula (és a dir, es va limitar en gran manera al context art house) i també va donar lloc a la censura de la pel·lícula a diversos països.
Després d'una pausa de set anys en la producció de llargmetratges, Makavejev va llançar una comèdia negra comparativament més convencional titulada Montenegro (1981). El pròxim llargmetratge del director, The Coca-Cola Kid (1985), que es va basar en contes de Frank Moorhouse i va comptar amb actuacions de Eric Roberts i Greta Scacchi, és possiblement la seva pel·lícula més accessible.
Makavejev apareix com un dels narradors en el documental serbi Zabranjeni bez zabrane (Prohibit sense prohibir-ho) de 2007, que ofereix una visió profunda de la història i la naturalesa de la censura cinematogràfica iugoslava a través de la seva recerca dels mecanismes polítics i culturals distintius del país, com la prohibició de pel·lícules políticament controvertides. La pel·lícula conté entrevistes originals amb cineastes clau de l'era comunista.
Va publicar dos llibres d'articles seleccionats: Poljubac za drugaricu parolu (1960) i 24 sličice u sekundi (1965).

## Visions
El 1993 Makavejev va escriure i va aparèixer en una conferència televisiva mitja hora Opinions a Gran Bretanya, produïda per Open Media per al Channel 4 i publicada posteriorment a The Times. Makavejev parla de si mateix com a ciutadà del món, però "també de les restes de Iugoslàvia". Cita el clàssic de terror de Hollywood de Jacques Tourneur, 'La dona pantera, com una de les rares pel·lícules de la història del cinema que esmenta els serbis, "un poble d'una regió obscura que va ser perseguit pel mal; va matar aquells que creien que eren la font del dolor del rebuig". Comenta la divisió de Bòsnia en línies ètniques:
| « | "Els creadors de mites nacionalistes, tant serbis com croats, provenien de la mateixa regió muntanyenca que probablement va ser la font d'aquesta història de Hollywood. Abans del conflicte armat, aquestes persones assotaven la febre i l'adoctrinament nacionalistes fins que el conflicte esdevenia inevitable i ambdues nacions quedaven atrapades en una abraçada cruenta ... Quant de temps trigarà un estat ètnicament "net" per cada persona que miraculosament es mantingui viva? Un estat per a cada família, un estat per al pare en cas que sigui croat, un estat per al mare en cas que sigui musulmana, un estat per a la filla en cas que sigui iugoslava, un estat per al fill en cas que sigui serbi, una bandera específica per al gos, una moneda per al gat." | » |

## Filmografia
Feature films
| Any  | Pel·lícula                                      | Director | Guionista | Premis / Notes |
| ---- | ----------------------------------------------- | -------- | --------- | --- |
| 1965 | Čovek nije tica                                 | Sí       | Sí        | |
| 1967 | Ljubavni slučaj ili tragedija službenice P.T.T. | Sí       | Sí        | |
| 1968 | Nevinost bez zaštite                            | Sí       | Sí        | Os de Plata i premi FIPRESCI al Festival Internacional de Cinema de Berlín                                                    |
| 1971 | W.R. – Misterije organizma                      | Sí       | Sí        | Hugo d'Or al Festival Internacional de Cinema de Chicago                                                                      |
| 1974 | Sweet Movie                                     | Sí       | Sí        | |
| 1981 | Montenegro                                      | Sí       | No        | Premi de l'Audiència i premi especial de la Mostra al Festival Internacional de Cinema de São Paulo, nominada a la Palma d'Or |
| 1985 | Coca-Cola Kid                                   | Sí       | No        | Nominada a la Palma d'Or |
| 1988 | Manifesto                                       | Sí       | Sí        | |
| 1992 | Gorilla Bathes at Noon                          | Sí       | Sí        | |
| 1993 | Rupa u dusi                                     | Sí       | Sí        | |
| 1996 | Danske piger viser alt                          | Sí       | Sí        | Coautor, pel·lícula antològica                                                                                                |

Curtmetratges
- Jatgan mala (1953)
- Pečat (1955)
- Antonijevo razbijeno ogledalo (1957)
- Spomenicima ne treba verovati (1958)
- Osmjeh '61 (1961)
- Eci peci pec (1961)
- Parada (1962)
- Nova domaća životinja (1964)